# Alfons Ada Bringueret
Alfons Ada Bringueret (Lleida, 1929 — 1 de desembre de 2024) va ser un enginyer català, cronista esportiu i destacat dirigent de la natació catalana, fundador del Centre de Natació del Bages i vicepresident del Club Natació Manresa. Va treballar durant més de trenta anys a la fàbrica Pirelli de Manresa, tot combinant la seva trajectòria professional amb una intensa dedicació al món esportiu. Va promoure la natació durant dècades mitjançant articles al Regió 7 i la Federació Catalana de Natació, que el va distingir amb l’Escut d’Or el 2001. Alfons Ada va ser enterrat a Linás de Broto, al Pirineu aragonès, d'on era originària la seva família.